# Château des Saptes
Le château des Saptes est un château situé à Conques-sur-Orbiel dans l'Aude, en France.

## Localisation
Le château est situé sur la commune de Conques-sur-Orbiel, dans le département français de l'Aude.

## Historique
L'édifice est inscrit au titre des monuments historiques en 1948.